# 小清水赤十字病院
小清水赤十字病院（こしみずせきじゅうじびょういん）は、北海道斜里郡小清水町にある医療機関。日本赤十字社北海道支部が運営する病院である。小清水町の市街地にある町内唯一の病院であり、町役場のすぐ近くに所在する。

## 沿革
- 1941年（昭和16年）9月 -日本赤十字社北海道支部野付牛病院（現:北見赤十字病院）の分院として開院。
- 1942年（昭和17年）6月-本院である日本赤十字社北海道支部野付牛病院が日本赤十字社北海道支部北見病院に改称した事に伴い、日本赤十字社北海道支部北見病院小清水分院に改称。
- 1943年（昭和18年）1月-本院である日本赤十字社北海道支部北見病院が北見赤十字病院に改称した事に伴い、北見赤十字病院小清水分院に改称。
- 1958年（昭和33年）9月-本院である北見赤十字病院が総合病院北見赤十字病院に改称した事に伴い、総合病院北見赤十字病院小清水分院に改称。
- 1964年（昭和39年）4月 - 総合病院北見赤十字病院より独立、小清水赤十字病院に改称。
- 1969年（昭和44年）12月 - 救急告示病院指定（第一次救急指定病院）
- 1994年（平成6年）10月 - 新病院に移転。
- 1999年（平成11年）4月 - 訪問看護ステーション開設

## 診療科
- 内科
- 消化器内科
- 糖尿病内分泌科
- 循環器内科
- 総合診療科
- 小児科
- 皮膚科
- 整形外科
- 眼科

## 医療機関の指定等
- 保険医療機関
- 労災保険指定医療機関
- 指定自立支援医療機関（更生医療）
- 身体障害者福祉法指定医の配置されている医療機関
- 生活保護法指定医療機関
- 特定疾患治療研究事業委託医療機関

## 交通アクセス
- JR北海道釧網本線浜小清水駅より網走バスで約20分。
- 斜里町・清里町方面へ患者送迎バスを運行。